# Głaz narzutowy w Trąbinie
Głaz narzutowy w Trąbinie – głaz narzutowy z różowego granitu, znajdujący się w miejscowości Trąbin. Pomnik przyrody ustanowiony Uchwałą Nr XXXVI/140/05 Rady Gminy Brzuze z dnia 28 grudnia 2005 roku. Jedyny tego typu pomnik na terenie powiatu rypińskiego.
Eratyk zbudowany jest granitu różowego grubokrystaliczny, z dużymi ziarnami ortoklazu otoczonego zielonkawym plagioklazem, przecięty pasem drobnoziarnistego granitu. Jego skład to kwarc (ok. 30%), ortoklaz (ok. 30%) i skalenie (ok. 30%). Pozostałą część stanowią dodatki (m.in. mika). Masa głazu to 24 020 kg.
Głaz znaleziono na miejscowym polu uprawnym i przetransportowano do centrum wsi. Pochodzi prawdopodobnie z południowej Finlandii lub sąsiadującej z nią części Rosji.